# Пекинский спортивный университет (футбольный клуб)
Команда «Пекинского спортивного университета» (кит. 北京北体大) — бывший китайский футбольный клуб, представляющий город Пекин, выступающий в во второй по значимости китайской лиге. Домашней площадкой является Стадион Олимпийского спорткомплекса, вместимостью 36 228 человек.

## История команды
Команда «Пекин Баси» была образована в 2004 году. В январе 2005 года юношеская команда клуба (до 17 лет) завоевала второе место в лиги чемпионов и первое место на первенстве Китая среди молодёжных команд. Часть игроков этой сборной (Ду Синь, Ван Цзюнь) получили вызовы в сборную КНР (до 17 лет). В 2009 году клуб не смог добиться повышения в классе и остался во второй лиге. Перед началом сезона 2010 года клуб купил ФК «Бэйцзин Хундэн» и получил его место в Первой лиге Китая. Однако Китайская футбольная ассоциация наложила на клуб санкции за невыплату иностранному игроку заработной платы у клуба «Бэйцзин Хундэн», и лишила его правопреемника 6 очков в сезоне 2010 — решение приняла ФИФА, а КФА его только осуществила. Кроме того, клубу было запрещено менять название В феврале 2011 года клуб сменил название и стал полностью называться «Объединенный легкоатлетический футбольный клуб Пекин Баси».
«Пекин Баси» финишировал 15-м из 16 клубов первой лиги сезона 2012 года и должен был отправиться во вторую лигу, однако из-за того, что клуб «Далянь Шидэ» был расформирован, клуб остался во втором дивизионе. 26 февраля 2013 года на пост главного тренера команды был назначен хорватский специалист Горан Томич. После подписания нескольких известных игроков, таких как Стивен Макинва, Лусиан Гойян, Райан Гриффитс и Ху Чжаоцзюнь, команда финишировала на рекордном для себя 7-м месте в первой лиге сезона 2013 года. В начале следующего сезона «Пекин Баси» установил рекорд клуба, его беспроигрышная серия составила 21 матч (8 побед и 13 ничьих). Команда до последнего тура рассчитывала на повышение в классе, однако в итоге закончила сезон на 4-м месте. В декабре 2014 года Горан Томич стал Тренером года в Первой лиге сезона 2014.
25 декабря 2014 года большинство акций клуба купила компания Beijing Enterprises Group, после чего в новом сезоне 2015 года клуб сменил название на «Бэйцзин Энтерпрайзес». Клуб сменил логотип, цвета (с белого на синий и красный), а также пригласил на пост главного тренера бывшего тренера «Бэйцзин Гоань» Александра Станоевича. 12 января 2015 года он подписал с клубом контракт сроком на три года. 30 декабря 2016 года команда уволила Станоевича, а на пост главного тренера был назначен болгарский специалист Ясен Петров. 5 июня 2017 года ивуарийский игрок «Бэйцзин Энтерпрайзес» Шейк Тьоте потерял сознание на тренировке, а позднее врачи диагностировали смерть от сердечного приступа. Игроку было 30 лет. 24 июня 2017 года клуб вывел из обращения его номер 24.
23 июня 2017 года на предматчевой пресс-конференции тренер Гао Хунбо объявил о том, что на правах свободного агента к команде присоединится бывший нападающий «Эвертона» и «Сандерленда» Виктор Аничебе.
23 января 2019 года команда сменила собственника, вместе с ним изменились цвета клуба, логотип, а также название, в новом розыгрыше команда будет называться «Команда Пекинского спортивного университета».

## Изменение названия
- 2004–2014 Пекин Баси (北京八喜)
- 2015–2018 Бэйцзин Энтерпрайзес (北京控股)
- 2019–н. в. Команда Пекинского спортивного университета (北京北体大)

## Изъятые из обращения номера
24 –  Шейк Тьоте, полузащитник, 2017, посмертно. Номер был изъят из обращения в июне 2017 года.

## Результаты
- По итогам сезона 2018[11][12]

За всё время выступлений
| Сезон    | 2009 | 2010 | 2011 | 2012 | 2013 | 2014 | 2015 | 2016 | 2017 | 2018 | 2019 |
| -------- | ---- | ---- | ---- | ---- | ---- | ---- | ---- | ---- | ---- | ---- | ---- |
| Дивизион | 3    | 2    | 2    | 2    | 2    | 2    | 2    | 2    | 2    | 2    | 2    |
| Место    | 3    | 8    | 10   | 15   | 7    | 4    | 4    | 8    | 8    | 5    |      |

## Эмблемы клуба

2004—2011
2011—2015
2015—2018
2018—2019
2019—н.в.

## Тренерский штаб
| Позиция в клубе           | Персонал     |
| ------------------------- | ------------ |
| Главный тренер            | Гао Хунбо    |
| Помощник главного тренера | Шан Цин      |
| Тренер по физподготовке   | Чжао Хунъянь |